# لومينيتسا دينو
لومينيتسا دينو (بالرومانية: Luminița Dinu-Huțupan)‏ مواليد 6 نوفمبر 1971 في بياترا نيامتس، هي لاعبة كرة يد رومانية تلعب كحارس مرمى. مثلت منتخب رومانيا لكرة اليد للسيدات. شاركت في دورة الألعاب الأولمبية الصيفية سنة 2008. حققت المركز الثاني في بطولة العالم لكرة اليد للسيدات 2005.

## سجل المنافسة
شاركت في البطولات التالية:
- بطولة العالم لكرة اليد للسيدات 2005
- بطولة العالم لكرة اليد للسيدات 2007

## الميداليات
| الميدالية | المسابقة                            |
| --------- | ----------------------------------- |
| فضية      | بطولة العالم لكرة اليد للسيدات 2005 |

## روابط خارجية
- لومينيتسا دينو على موقع الاتحاد الأوروبي لكرة اليد (الإنجليزية)
- لومينيتسا دينو على موقع اللجنة الأولمبية الدولية (الإنجليزية)
- لومينيتسا دينو على موقع أوليمبيديا (الإنجليزية)
- لومينيتسا دينو على موقع اللجنة الأولمبية الرومانية (الرومانية)